# Korčula
Korčula (italsky Curzola, latinsky Corcyra Nigra, řecky Korkyra Melaina, staroslovansky Krkar) je ostrov v Jaderském moři, spadající pod chorvatskou Dubrovnicko-neretvanskou župu. Ostrov má rozlohu 279 km2 — je 46,8 km dlouhý a v průměru 7,8 km široký. Leží blízko Dalmátského pobřeží. Se svými 16138 obyvateli (2001) je druhým nejlidnatějším ostrovem Jaderského moře (po ostrově Krk). Okolo 97 procent obyvatel tvoří Chorvaté. Ostrov získal jistou známost i skutečností, že v 60. a 70. letech 20. století se zde konaly symposia (Letní škola na Korčule) skupiny Praxis. Jediným městem (ale až třetím největším sídlem na ostrově) je stejnojmenné město Korčula.

## Geografie
Ostrov Korčula náleží střední Dalmácii. Od poloostrova Pelješac je oddělen úžinou širokou 900 až 3000 metrů. Je šestým největším Jadranským ostrovem, s poměrně členitým pobřežím. Nejvyššími vrcholy jsou Klupca (568 m) a Kom (510 m). Klima je zde mírné, s průměrnými teplotami 9,8 °C v lednu a 26,9 °C v červenci. Průměrný roční srážkový úhrn činí 1100 mm. Ostrov je hojně pokryt Středomořskou flórou, na několika místech nalezneme piniové lesy.
Na ostrově rovněž leží město Korčula, opčiny Vela Luka, Blato, Smokvica a Lumbarda a ve vnitrozemí vesnice Žrnovo, Pupnat, Potirna a Čara. Hlavní silniční tah vede napříč celým ostrovem a spojuje všechna sídla od Lumbardy na východě až k Vele Luce na západě (avšak kromě Račišće, jež je napojeno na samostatnou silnici vedoucí podél severního pobřeží). Přístavy zajišťují spojení města s Orebićem na poloostrově Pelješac a Drvenikem na pevnině. Rovněž významná je linka spojující Velu Luku se Splitem a ostrovem Lastovo. Hlavní jadranský spoj vede z Korčuly do Dubrovníku, Splitu, Zadaru a Rijeky. V létě jsou v provozu také trajekty směřující do italských přístavů. Kolem pobřeží se nachází mnoho vesniček, které nejsou samostatnými sídly, jako jsou Tri Luke, Karbuni, Gršćica, Prižba, Prišćapac, Vinačac, Tudorovica, Črnja Luka, Bristva, Prigradica, Babina, Piske, Tri Žala, Kneže, Vrbovica, Žrnovska Banja, Medvinjak, Soline, Javić, Bačva, Pupnatska Luka, Zavalatica a Brna.

## Historie

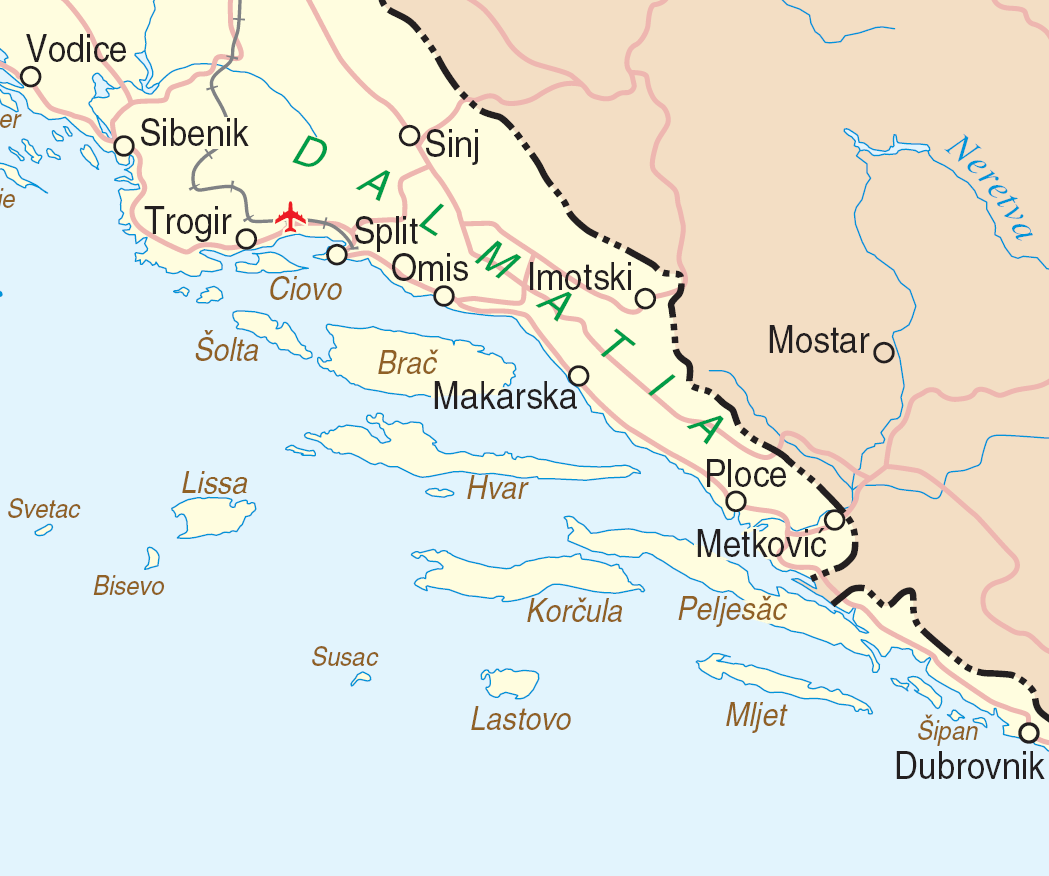
Ostrovy dalmátského pobřeží

Ostrov má bohatou prehistorii a antickou, byzantskou, benátskou, srbskou a chorvatskou historii. Přestože Korčulané vnímají jako zakladatele svého města Antenora, jež uprchl z Troje, byly zde nalezeny dokonce ještě starší důkazy osídlení – neolitické pohřební mohyly (pravděpodobně z dob Féničanů) a řecká kolonie. Vedle dřeva na stavbu lodí zásobovaly korčulské doly kamenem pro stavbu budov i tak vzdálená města, jako Vídeň nebo Stockholm. Dřívější jméno, Korkyra Melaina (Černé Korfu), získal ostrov pravděpodobně díky temným piniovým lesům, které vždy poskytovaly materiál pro stavbu lodí.
Ostrov byl součástí římské dalmátské provincie až do stěhování národů. Na počátku 7. století sem přišli Slované, pravděpodobně kvůli invazím Avarů. Když začali barbaři osidlovat pobřeží, musel italský lid hledat útočiště na ostrovech. Slovanští emigranti prchající z vnitrozemí získali kontrolu nad oblastí ústí řeky Neretvy do Jaderského moře, stejně jako nad ostrovem Korčula, jež ústí řeky chránil. V 9. století začali Slované přijímat křesťanství, ovšem k obyvatelům ostrova se dostalo až o něco později. Z toho důvodu byli ostrované v raném středověku přiřazováni k příslušníkům Paganského principátu (země Paganů). Tak jako tak, tyto zdroje, jež dokumentují rané demografické změny, jsou předmětem častých sporů a diskusí. V každém případě se zdá, že pirátství v Jaderském moři se objevilo v době, kdy se obyvatelé pobřežní delty Neretvy začali přizpůsobovat svému novému prostředí.
Benátští kupci byli zpočátku ochotni platit roční poplatky za bezpečnost svých lodí před nechvalně známými Neretvanskými piráty (jež dali později vzniknout pirátské skupině Uskok na severu Senje). V letech 927 až 960 byl ostrov předán princi Časlavu Klonimirovićovi. Poté byl krátce pod vládou Byzance. Roku 998 přešel Paganský principát pod přímou kontrolu Benátské republiky, ale následně byl vrácen původní vládě, tentokrát již ale jako Velkoprincipát Zahumlje.
Ve 12. století byla Korčula dobyta benátským šlechticem Peponem Zorzim a připojena k benátské republice. Nicméně od této doby začala Korčula působit jako nezávislý ostrov, alespoň co se týče vnitřních záležitostí.
Bratři Stefana Nemanji, Miroslav a Stracimir, podnikli 10. srpna 1184 útok na ostrov a vyplenili jeho úrodnou západní část. Obyvatelé ostrova požádali o pomoc Dubrovník (tehdejší Raguská republika), který vzápětí zajal veškeré Stracimirovo loďstvo.
Právní výnos z roku 1214 je druhý nejstarší slovanský legislativní exemplář, hned po dokumentu Ruská pravda z 11 až 12. století. Zaručoval ostrovu nezávislost na jeho dosavadních vládcích – Velkoprincipátu Rascia, polonezávislého Velkoprincipátu Zahumlje a republikách Ragusa a Benátky. Pro organizovanou obranu byli v každém z pěti ostrovních sídel zřízena velitelství. V té době neměla Korčula ani 2500 obyvatel.
Roku 1221 udělil papež Honorius III. ostrov princům Krky (Šubićům).
V roce 1222 srbský král Stefan Nemanjić Prvovenčani, držitel ostrovních klášterů a půdy, postoupil tyto svým následovníkům z mnišského řádu benediktinského kláštera v Mljetu.

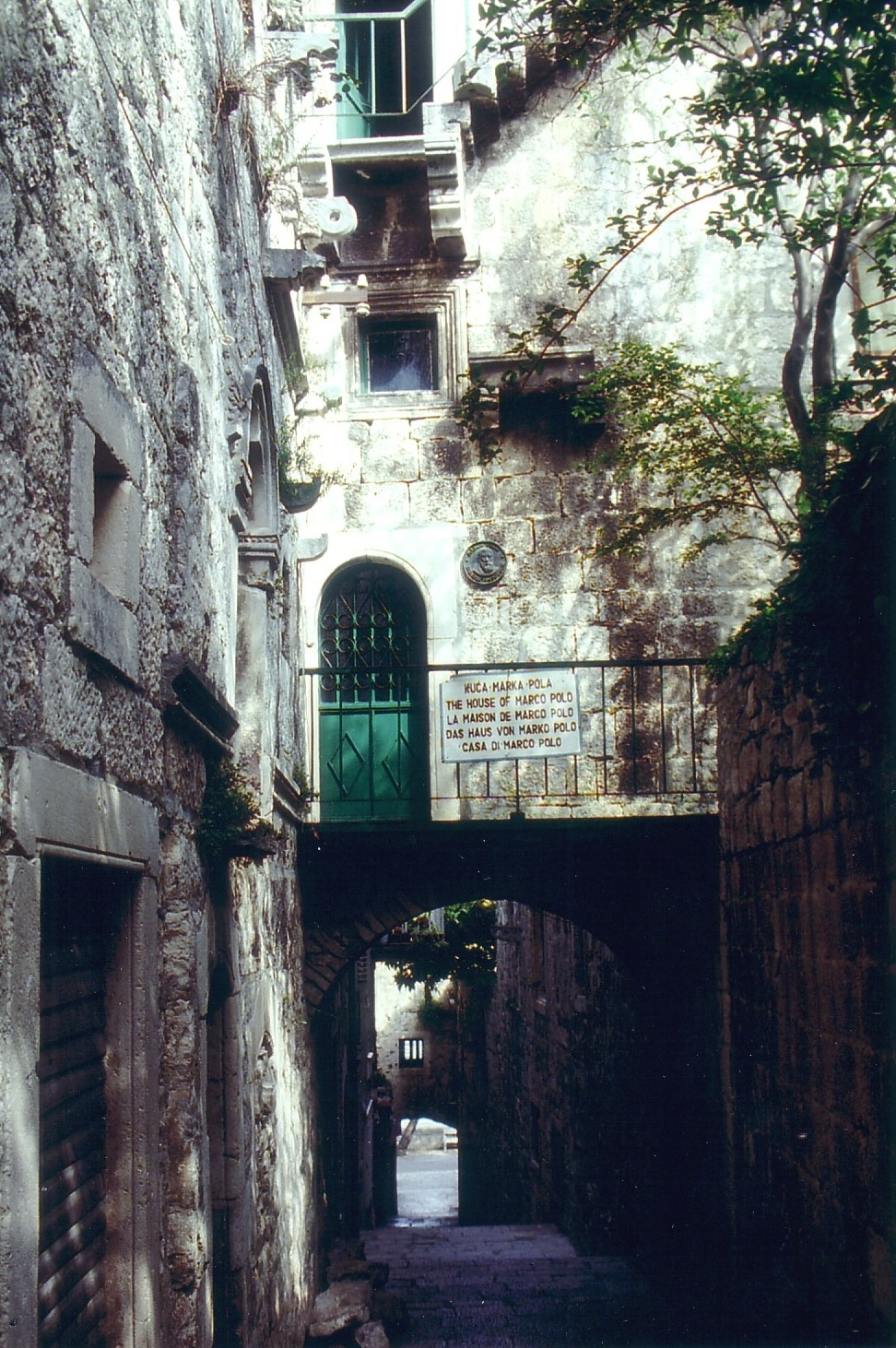
Údajné rodiště Marca Pola v dnešní Korčule

V průběhu 12. století byla dědičně vládnoucí hrabata Korčuly poměrně volně ovládána střídavě z Uherska a Janovské republiky, ale užila si i krátkého období nezávislosti; jenže roku 1255 dobyl Marsilio Zorzi město, přičemž zničil nebo poškodil některé kostely a donutil hrabata k návratu do Benátské republiky. Dle místního tradování se v Korčule roku 1254 narodil Marco Polo, ačkoliv pro to nejsou žádné spolehlivé důkazy. Je ale známo, že Janovská republika porazila republiku Benátskou ve zdokumentované bitvě o pobřeží Korčuly (1298) a Marco Polo byl pravděpodobně zajat jako vězeň a strávil nějakou dobu v janovském vězení, kde psal o svých cestách. Oproti tomu někteří učenci věří, že byl držen ve městě Laiazzo.
Na základě doporučení od papeže Martina IV. roku 1284 a papeže Honoria IV. v roce 1286 jmenoval arcibiskup Raguské republiky jistého Petara na biskupa Stonu a Korčuly (stacnensis ac Crozolensis). Roku 1291 byl biskupem v Korčule jmenován Ivan Kručić. Ten se dostal do sporu se svým nadřízeným, arcibiskupem z Hvaru, když chtěl pod svůj vliv získat Ston. Roku 1300 papež Bonifác VIII. konečně zahrnul arcibiskupství korčulské pod vliv Raguského (Dubrovnického) arcibiskupství. V roce 1333, kdy Raguská republika odkoupila Ston a Pelješac od Srbské říše, byla správa stonského římskokatolického kostela svěřena biskupství v Korčule.
Curzola, jak Korčulu nazývali Benátčané, se roku 1358 vzdala Uherskému království, ale to se v létě 1390 vzdalo bosensko-srbskému králi Stefanu Tvrtkovi I. Ostrov byl v letech 1413-1417 odkoupen sousední Raguskou republikou, ale sám sebe roku 1420 prohlásil za državu Benátské republiky.
Roku 1571 se proti osmanskému vojsku v bitvě u Lepanta ostrov bránil tak silně, že od papeže získal označení Fidelissima. V letech 1776 až 1797 Curzola následovala Hvar (tehdy Lesina) a stala se hlavní opevněnou zbrojnicí Benátské republiky v této oblasti. Podle smlouvy z Campomorfia z roku 1797, která rozdělila Benátskou republiku mezi Francii a Rakouské císařství, se Korčula stala majetkem Habsburské říše. Francouzské císařství roku 1806 ostrov obsadilo a připojilo ho mezi Illyrijské provincie. Roku 1807, během pokusu o obnovení Srbské říše, si ostrov za pomoci ruského námořnictva podrobila černohorská vojska Petara I. Petroviće Njegoše. Tyto mocnosti se později rozhodly darovat ostrov Rakouské říši a ten se tak stal rakouskou korunní zemí, a roku 1867 částí Rakousko-uherského Předlitavska.
Během první světové války byl ostrov Londýnskou smlouvou spolu s dalšími územními zisky přislíben Itálii za to, že se Itálie přidá na stranu Británie a Francie. Po válce (roku 1918) se však Korčula stala, spolu se zbytkem Dalmácie, součástí Státu Slovinců, Chorvatů a Srbů. V letech 1918-1921 byl ovládán Itálií, následně (od roku 1929) byl začleněn do Království Srbů, Chorvatů a Slovinců, známého pod názvem Jugoslávské království. Roku 1939 se ostrov Korčula stal součástí autonomní oblasti Banate. Během okupace Jugoslávie státy Osy byl nejprve součástí fašistické Itálie, následně byl roku 1943 krátce v držení jugoslávských partyzánů. Korčula byla obsazena Němci a nakonec roku 1944 osvobozena. Spolu s osvobozením Jugoslávie (1945) byla vytvořena Federální lidová republika Jugoslávie a Korčula připadla Lidové republice Chorvatsko, jedné ze šesti republik Socialistické federální republiky Jugoslávie. Stát změnil roku 1953 jméno na Socialistická federativní republika Jugoslávie, a tudíž i Chorvatská lidová republika změnila název na Socialistická republika Chorvatsko. Po roce 1991 se ostrov stal součástí nezávislé Chorvatské republiky.

## Ekonomika
Ekonomika je, kromě cestovního ruchu, založena na zemědělství, pěstování hroznového vína a oliv, pěstování ovoce, rybolovu a zpracování ryb a stavbě lodí. Letní cestovní ruch má na ostrově dlouhou tradici; námořní cestovní ruch se teprve rozvíjí.